# Кафедральный собор Векшё
Кафедральный собор Векшё (швед. Växjö domkyrka) — главная церковь диоцеза Векшё. Готическое здание XII века. Впоследствии здание не раз горело и подвергалось перестройкам.
Согласно легенде, собор находится на месте деревянной церкви, построенной святым Зигрфридом, миссионером из Йорка, проповедовавшем в Швеции в XI веке. Считается, что миссионер похоронен в данном соборе. На городском гербе Векшё изображен святой Зигфрид, который держит в одной руке епископский посох, а в другой — модель собора.